# Po-Shen Loh
Po-Shen Loh (18 de junio de 1982) es un matemático e investigador estadounidense.
En 2019, Loh desarrolló una alternativa a la derivación, el algoritmo y la exposición habituales de la solución de ecuaciones cuadráticas, que cree que es "práctico para la integración en todos los planes de estudio convencionales".
Loh es el desarrollador principal de una aplicación de respuesta a pandemias que la llaman "NOVID" que utiliza una nueva forma de mitigar la propagación de enfermedades contagiosas. A diferencia de las aplicaciones de rastreo de contactos, se notifica al usuario antes de la exposición en lugar de después. Al usuario se le dice a cuántas relaciones se encuentra la enfermedad, donde una relación se define por dos personas que pasan tiempo juntas en persona.
Es también el entrenador nacional del equipo de Olimpiada Internacional de Matemáticas en los Estados Unidos. Bajo su dirección, el equipo ganó la competencia en 2015,  2016, 2018, y 2019 siendo de sus primeras victorias desde 1994. Anteriormente había ganado una medalla de plata para los Estados Unidos, como participante en 1999. Loh dirige un curso popular para capacitar a los estudiantes para la competencia matemática William Lowell Putnam conocida como Putnam Seminar y es el fundador del sitio web educativo Expii. También imparte cursos de  matemática discreta y combinatoria extrema en Carnegie Mellon. Se graduó con honores del Instituto de California de Tecnología con una licenciatura en matemáticas en 2004. Se graduó con un promedio de 4.3 y ocupó el primer lugar en su clase de graduación en Caltech. Después de graduarse de Caltech, Loh estudió en la Universidad de Cambridge con una beca Churchill y recibió una maestría en matemáticas con distinción en el año 2005. Luego realizó estudios de posgrado con el apoyo de una beca Hertz y una beca de investigación de posgrado de la Fundación Nacional de Ciencias en la Universidad de Princeton y recibió un Ph.D en matemáticas en 2010 después de completar una tesis doctoral, titulada "Resultados en combinatoria extremal y probabilística", bajo la supervisión de Benny Sudakov.